# Enric V d'Anglaterra
|  | Aquest article tracta sobre el monarca anglès. Si cerqueu l'obra epònima de William Shakespeare, vegeu «Enric V (obra de teatre)». |

Enric V va ser rei d'Anglaterra des del 1413 fins al 1422. Nascut al Castell de Monmouth, a Gal·les, era fill d'Enric de Bolingbroke, que esdevindria Enric IV, i de Maria de Bohun, de tan sols 16 anys. Els seus dots de guerrer i estrateg van ajudar el seu pare a combatre els seus oponents.
Durant el seu regnat va consolidar la Casa de Lancaster al tron d'Anglaterra i va estendre el poder anglès. Enèrgic i dinàmic, Enric és recordat per la victòria obtinguda contra els francesos a la batalla d'Agincourt, un episodi immortalitzat per Shakespeare a la seva obra epònima. El seu casament amb Caterina de Valois, la filla del rei de França, pretenia unificar les corones anglesa i francesa, però Enric V morí quan el seu fill Enric VI era sols un infant i les hostilitats de la Guerra dels Cent Anys prosseguiren.

## Biografia

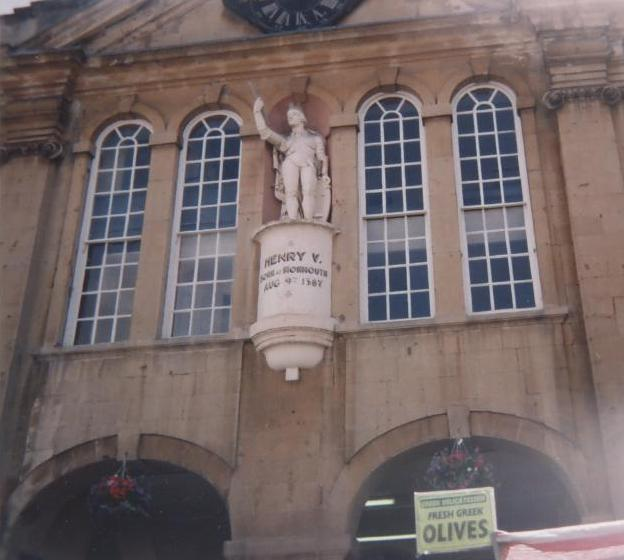
Estàtua d'Enric V a la seva vila natal de Monmouth

### Joventut
Quan Ricard II d'Anglaterra va fer exiliar el seu pare el 1398, Enric tenia dotze anys. Ricard va prendre el noi sota la seva protecció i el va tractar bé. El jove Enric es trobava acompanyant Ricard en una visita a Irlanda quan el 1399 van ser sorpresos per la rebel·lió dels partidaris de la Casa de Lancaster que va portar Enric IV d'Anglaterra, el pare d'Enric al tron. El dia de la coronació del seu pare, Enric seria nomenat Príncep de Gal·les com a hereu de la corona. També rebria el ducat de Lancaster, que s'afegiria als seus altres títols de Duc de Cornualla, Comte de Chester i Duc d'Aquitània.
Enric ja va demostrar els seus dots militars el 1403 quan va combatre a Gal·les a l'exèrcit del seu pare contra Owain Glyndŵr, i més tard contra Harry Hotspur a la batalla de Shrewsbury. Amb només 16 anys, en aquesta batalla el príncep fou ferit per una fletxa que se li clavà al rostre. A un soldat ras se l'hauria deixat morir d'aquesta ferida, però els metges reials aconseguiren extreure la fletxa.

### Govern
A causa de la mala salut el seu pare, Enric va començar a participar més activament en la política. A partir del gener de 1410 es feu càrrec dels afers diaris del govern, ajudat dels seus oncles Enric i Tomàs Beaufort (fills bastards de Joan de Gant que havien estat legitimats).
Tant en afers interiors com exteriors les seves polítiques diferien de les del rei, que el novembre de 1411 el va expulsar del consell. La natura i l'extensió del desacord entre pare i fill es desconeixen.

### Regnat
Enric IV d'Anglaterra va morir el 20 de març de 1413. El 21 de març Enric el succeiria i el 9 d'abril del mateix any seria coronat com a Enric V.

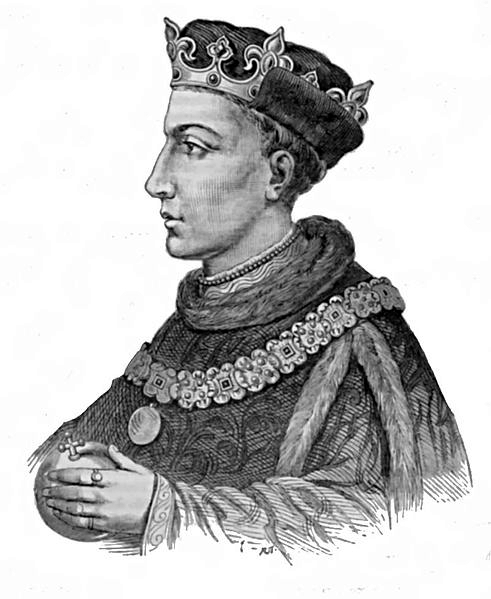
Enric V segons un gravat publicat de principis del

Des del principi, va intentar deixar enrere el conflicte que havia portat el seu pare al tron. Va fer tornar a enterrar honorablement el difunt rei Ricard II a l'abadia de Westminster, va concedir al seu hereu Edmund Mortimer una posició privilegiada, i a aquells que havien sofert durant el regnat del seu pare se'ls van anar retornant els títols i les terres.

#### Final de la Revolta de Glyndŵr
Malgrat els èxits inicials de la revolta de Glyndŵr entre 1400 i 1406, els gal·lesos van quedar molt superats en nombre i la població gal·lesa cada cop més esgotada pel bloqueig anglès combinat amb el saqueig i la violència dels exèrcits anglesos i la resistència gal·lesa va continuar en petites butxaques del país durant uns quants anys més utilitzant tàctiques de guerrilla des que van perdre el control del territori quan el 1407 els anglesos van reconquistar Anglesey i gran part del sud de Gal·les, el 1408 el castell d'Aberystwyth i el febrer de 1409 el castell de Harlech.
Enric V va oferir indults reials als principals líders de la revolta. El 1415 mentre es preparava per a la guerra amb França Enric V va oferir un perdó a Owain Glyndŵr, i el 1416 al seu fill Maredudd ab Owain, que el va acceptar el 8 d'abril de 1421, suggerint que Owain Glyndŵr finalment havia mort, posant fi formalment a la rebel·lió.

#### Primera campanya a França
Enric centrà la seva atenció a reclamar els drets als territoris francesos que considerava que li pertanyien aprofitant la inestabilitat mental del rei francès Carles VI i les constants lluites per la regència entre el Felip II de Borgonya i Lluís I d'Orleans, que feien els francesos vulnerables.
Ordenà que es formés un Gran Consell a la primavera de 1414 per discutir si calia anar a la guerra amb França, però els lords insistiren que calia negociar més i moderar les exigències. En les posteriors negociacions Enric va dir que abandonaria la seva petició al tron francès si els francesos pagaven 1,6 milions de corones pel rescat de Joan II, capturat el 1356 a la batalla de Poitiers, i concedien als anglesos la propietat de les terres de Normandia, Turena, Anjou, Bretanya i Flandes, a més d'Aquitània. Enric es casaria amb la princesa Caterina, la filla petita de Carles VI, i rebria un dot de 2 milions de corones. Els francesos respongueren que considerarien els generosos termes del casament de Caterina, un dot de 600.000 corones i un engrandiment d'Aquitània. El 1415 les negociacions quedaren en un punt mort, amb els anglesos reclamant que els francesos es reien de les seves peticions i que havien ridiculitzat Enric. Al desembre de 1414, el Parlament anglès va ser convençut per donar a Enric un "subsidi doble", un impost el doble de la taxa tradicional, per tal de recuperar la seva herència dels francesos. El 19 d'abril de 1415 Enric demanà de nou al Gran Consell que aprovés la guerra amb França, i aquest cop es mostraren d'acord.
Enric salpà cap a França l'11 d'agost de 1415, i liderà el seu exèrcit a assetjar la fortalesa d'Harfleur, que caigué el 22 de setembre. Però com que durant el setge els anglesos havien patit moltes baixes, Enric es retirà amb el seu exèrcit amb la intenció de refer-se a Calais. A les planes properes a la vila d'Azincourt van ser atrapats per l'exèrcit francès, força més nombrós. Tot i això, els anglesos sortiren victoriosos de la batalla d'Azincourt el 25 d'octubre de 1415.
Es va aconseguir el domini naval expulsant del Canal de la Mànega els aliats genovesos de França. Enric també demostrà habilitat diplomàtica al rebre la visita de l'emperador Segimon, convençut que el conflicte entre França i Anglaterra era un obstacle per resoldre el Cisma d'Occident. La signatura del tractat de Canterbury el 15 d'agost de 1416 va culminar els esforços diplomàtics entre Enric V d'Anglaterra i Segimon i va donar lloc a una aliança defensiva i ofensiva contra França. Això, al seu torn, va obrir el camí cap a unificació de l'església. L'estreta relació que es va desenvolupar entre Enric V i Segimon va fer que fos inclòs a l'Orde de la Garrotera.

### Segona campanya de França
Dos anys després, el 1417, Enric inicià una nova campanya a gran escala contra França. Va conquerir ràpidament la Baixa Normandia, i va posar setge a Rouen. Els francesos estaven paralitzats per les disputes entre borgonyons i armanyacs, i Enric va aprofitar-se'n. El gener de 1419 Rouen va caure, i a l'agost els anglesos ja es trobaven a les portes de París. La situació entre els francesos era tan inestable que Enric va aconseguir després de sis mesos de negociació que firmessin el Tractat de Troyes, que el reconeixia com a hereu i regent de França. El 2 de juny de 1420 va refermar la seva posició casant-se amb la filla del rei francès Caterina de Valois. Uns mesos després Enric tornà a Anglaterra.

### Tercera campanya de França
El 10 de juny de 1421 Enric va tornar a salpar cap a França en la que seria la seva darrera campanya. De juliol a agost va assetjar i capturar Dreux. Aquell octubre, va començar el setge de Meaux, que caigué el 2 de maig de 1422. Enric moriria sobtadament el 31 d'agost de 1422 a Bois de Vincennes, prop de París, aparentment de la disenteria que hauria contret durant el setge de Meaux. Tenia 34 anys, i el seu fill era un infant de mesos.
Enric no va viure per veure's coronat rei de França. En contra de les expectatives el malaltís Carles VI de França li sobrevisqué dos mesos. Caterina es va endur el cos d'Enric a Londres on fou enterrat a l'Abadia de Westminster el 7 de novembre de 1422. Anys després, Caterina mantindria una llarga relació amb un cortesà gal·les, Owen Tudor, amb qui es podria haver casat en secret. Tots dos foren els avis del rei Enric VII d'Anglaterra.

## Família

### Avantpassats
|  |                                               |  |  |  |  |  |  |  |  |  |  |  |  |  |  |  |
|  | 8. Eduard III d'Anglaterra                    |  |  |  |  |  |  |  |  |  |  |  |  |  |  |  |
|  |                                               |  |  |  |  |  |  |  |  |  |  |  |  |  |  |  |
|  |                                               |  |  |  |  |  |  |  |  |  |  |  |  |  |  |  |
|  | 4. Joan de Gant, 1r duc de Lancaster          |  |  |  |  |  |  |  |  |  |  |  |  |  |  |  |
|  |                                               |  |  |  |  |  |  |  |  |  |  |  |  |  |  |  |
|  |                                               |  |  |  |  |  |  |  |  |  |  |  |  |  |  |  |
|  | 9. Felipa d'Hainaut                           |  |  |  |  |  |  |  |  |  |  |  |  |  |  |  |
|  |                                               |  |  |  |  |  |  |  |  |  |  |  |  |  |  |  |
|  |                                               |  |  |  |  |  |  |  |  |  |  |  |  |  |  |  |
|  | 2. Enric IV d'Anglaterra                      |  |  |  |  |  |  |  |  |  |  |  |  |  |  |  |
|  |                                               |  |  |  |  |  |  |  |  |  |  |  |  |  |  |  |
|  |                                               |  |  |  |  |  |  |  |  |  |  |  |  |  |  |  |
|  | 10. Enric de Grosmont, 1r duc de Lancaster    |  |  |  |  |  |  |  |  |  |  |  |  |  |  |  |
|  |                                               |  |  |  |  |  |  |  |  |  |  |  |  |  |  |  |
|  |                                               |  |  |  |  |  |  |  |  |  |  |  |  |  |  |  |
|  | 5. Blanca de Lancaster                        |  |  |  |  |  |  |  |  |  |  |  |  |  |  |  |
|  |                                               |  |  |  |  |  |  |  |  |  |  |  |  |  |  |  |
|  |                                               |  |  |  |  |  |  |  |  |  |  |  |  |  |  |  |
|  | 11. Isabel de Beaumont                        |  |  |  |  |  |  |  |  |  |  |  |  |  |  |  |
|  |                                               |  |  |  |  |  |  |  |  |  |  |  |  |  |  |  |
|  |                                               |  |  |  |  |  |  |  |  |  |  |  |  |  |  |  |
|  | 1. Enric V d'Anglaterra                       |  |  |  |  |  |  |  |  |  |  |  |  |  |  |  |
|  |                                               |  |  |  |  |  |  |  |  |  |  |  |  |  |  |  |
|  |                                               |  |  |  |  |  |  |  |  |  |  |  |  |  |  |  |
|  | 12. William de Bohun, 1r comte de Northampton |  |  |  |  |  |  |  |  |  |  |  |  |  |  |  |
|  |                                               |  |  |  |  |  |  |  |  |  |  |  |  |  |  |  |
|  |                                               |  |  |  |  |  |  |  |  |  |  |  |  |  |  |  |
|  | 6. Humphrey de Bohun, 7è comte de Hereford    |  |  |  |  |  |  |  |  |  |  |  |  |  |  |  |
|  |                                               |  |  |  |  |  |  |  |  |  |  |  |  |  |  |  |
|  |                                               |  |  |  |  |  |  |  |  |  |  |  |  |  |  |  |
|  | 13. Isabel de Badlesmere                      |  |  |  |  |  |  |  |  |  |  |  |  |  |  |  |
|  |                                               |  |  |  |  |  |  |  |  |  |  |  |  |  |  |  |
|  |                                               |  |  |  |  |  |  |  |  |  |  |  |  |  |  |  |
|  | 3. Maria de Bohun                             |  |  |  |  |  |  |  |  |  |  |  |  |  |  |  |
|  |                                               |  |  |  |  |  |  |  |  |  |  |  |  |  |  |  |
|  |                                               |  |  |  |  |  |  |  |  |  |  |  |  |  |  |  |
|  | 14. Richard FitzAlan, 10è comte d'Arundel     |  |  |  |  |  |  |  |  |  |  |  |  |  |  |  |
|  |                                               |  |  |  |  |  |  |  |  |  |  |  |  |  |  |  |
|  |                                               |  |  |  |  |  |  |  |  |  |  |  |  |  |  |  |
|  | 7. Isabel de Beaumont                         |  |  |  |  |  |  |  |  |  |  |  |  |  |  |  |
|  |                                               |  |  |  |  |  |  |  |  |  |  |  |  |  |  |  |
|  |                                               |  |  |  |  |  |  |  |  |  |  |  |  |  |  |  |
|  | 15. Elionor de Lancaster                      |  |  |  |  |  |  |  |  |  |  |  |  |  |  |  |
|  |                                               |  |  |  |  |  |  |  |  |  |  |  |  |  |  |  |
|  |                                               |  |  |  |  |  |  |  |  |  |  |  |  |  |  |  |

## Llegat

### Política

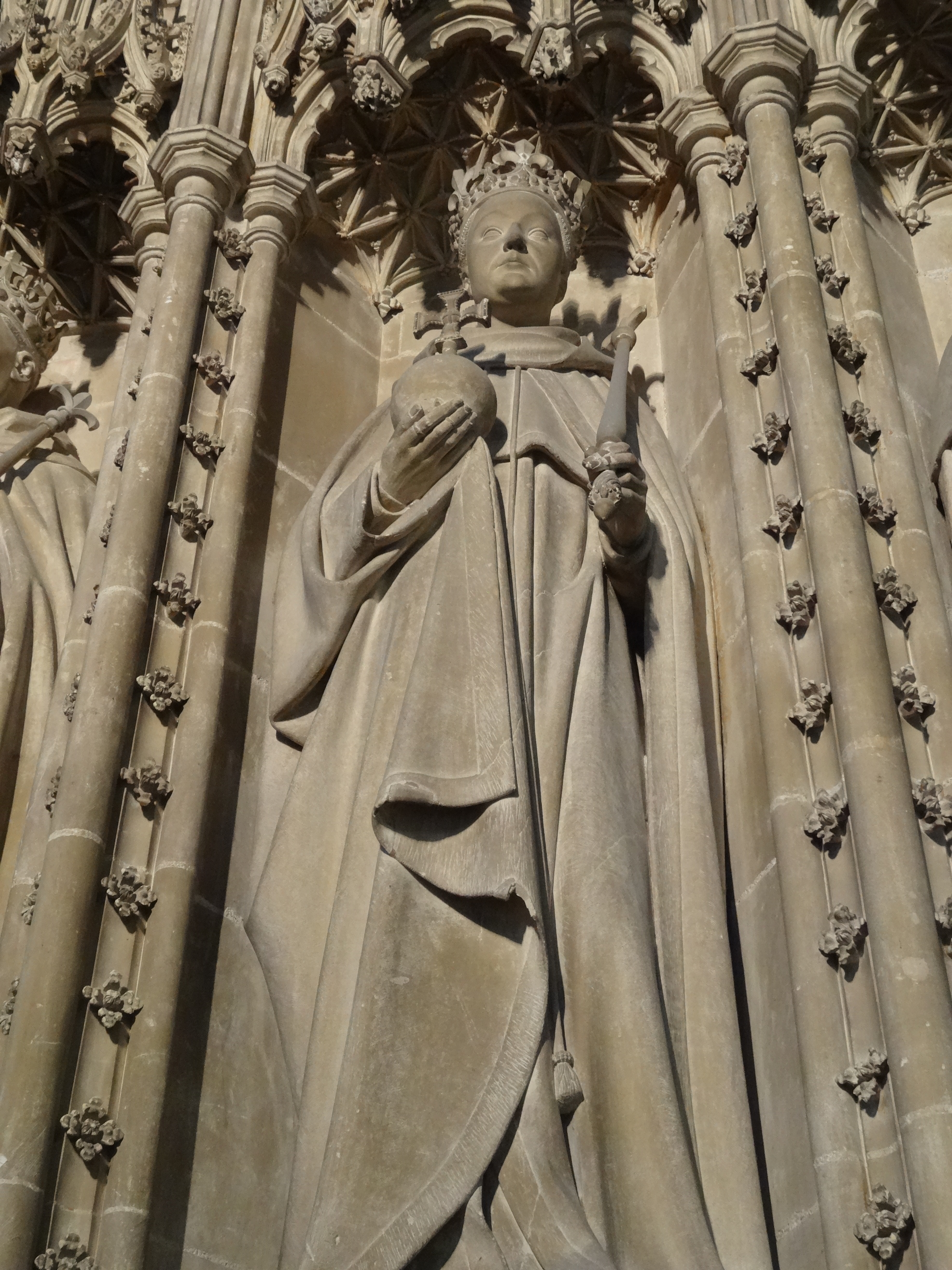
Una estàtua d'Enric V a l'interior de la catedral de Canterbury

La mort d'Enric V als trenta-cinc anys d'edat va suposar un punt d'inflexió polític i dinàstic tant per als regnes d'Anglaterra com de França. El governant de la Casa de Lancaster havia estat establert per governar ambdós regnes després de la mort de Carles VI, que es va produir l'octubre de 1422, menys de dos mesos després de la mort prematura del propi Enric. Això va fer que el seu fill petit, també anomenat Enric, pugés al tron com a rei Enric VI d'Anglaterra, a l'edat de nou mesos. A causa de l'edat del nou rei, els germans supervivents d'Enric, Joan, duc de Bedford, i Humphrey, duc de Gloucester, van formar un govern de regència. Aquesta va actuar com a única força governant d'Anglaterra i les seves possessions a França fins que Enric VI va arribar a la majoria d'edat el 1437. Tot i que durant un temps això va demostrar ser en gran manera un èxit, amb Anglaterra assolint la seva major extensió territorial a França sota el comandament de Bedford, el regnat posterior d'Enric VI va veure que la majoria dels territoris dels anglesos es van perdre, o retornats als francesos, per reconquesta o per secessió diplomàtica; El poder militar anglès a la regió finalment va deixar d'existir. Això va marcar el final de l'èxit militar sostingut d'Anglaterra a la Guerra dels Cent Anys, amb la pèrdua de totes les seves possessions històriques i terres a França, amb l'excepció del Pale de Calais, que va romandre l'únic punt d'accés d'Anglaterra al continent fins que es va perdre el 1558. La pèrdua de terres a França va ser un factor important que va fer que els hereus i familiars d'Enric V caiguessin en conflictes civils i disputes per la successió de la corona anglesa en les dècades següents, que van culminar amb les Guerres de les Roses (1455-1487) entre els descendents d'Enric V,  de la Casa de Lancaster, i el seu rival, la Casa de York.

### Reputació
Enric V és recordat tant pels seus compatriotes com pels seus enemics com un comandant militar capaç durant la guerra contra França i és un dels monarques més reconeguts de la història anglesa i britànica. Es veu en gran part com un símbol del poder i el poder militar anglesos, que van inspirar els posteriors reis i reines d'Anglaterra. El seu efecte sobre la història, la cultura i l'exèrcit anglesos és profund. La seva victòria a Agincourt va afectar significativament la guerra contra els francesos i va fer que els anglesos capturessin la major part del nord de França. Això va conduir al Tractat de Troyes el 1420, en el qual Carles VI de França va nomenar Enric el seu successor, tot i que Enric va morir dos mesos abans que Carles l'octubre de 1422. Les victòries d'Enric van crear sensació nacional i van provocar un fervor patriòtic entre l'poble anglès que aniria a influir tant en l’exèrcit anglès medieval com en l'exèrcit britànic durant els segles següents. Les seves contínues victòries contra els francesos durant 1417-1422 van portar a moltes representacions romanticitzades d'Enric V com una figura del nacionalisme i el patriotisme, tant en la literatura com en les obres de renom de Shakespeare i en la indústria cinematogràfica dels temps moderns.
Enric V no només és recordat per la seva destresa militar sinó també pel seu mecenatge arquitectònic. Va encarregar la construcció de King's College Chapel i Eton College Chapel, i encara que algunes de les seves obres es van interrompre després de la seva mort, d'altres van ser continuades pel seu fill i successor Enric VI. També va contribuir a la fundació del monestir de l’Abadia de Syon, acabat per Enric VI durant la seva vida. Al segle xvi el monestir va ser enderrocat com a conseqüència del creixent moviment de la Reforma anglesa durant el regnat del rei Enric VIII. Enric V va contribuir encara més a l'església, ja que es va veure obligat a sufocar un aixecament contra l'església en forma de l'aixecament Lollard liderat pel líder anglès Lollard John Oldcastle el 1414, que havia estat amic d'Enric V abans de la seva rebel·lió. Enric també es va enfrontar a un cop d'estat orquestrat per un parent i destacat noble, Edmund Mortimer, al complot de Southampton, i el 1415 va fer front a una conspiració de York per enderrocar-lo. Després d'això, durant la resta del seu regnat, Enric va poder governar sense cap oposició contra ell.

### En la cultura popular

#### En literatura

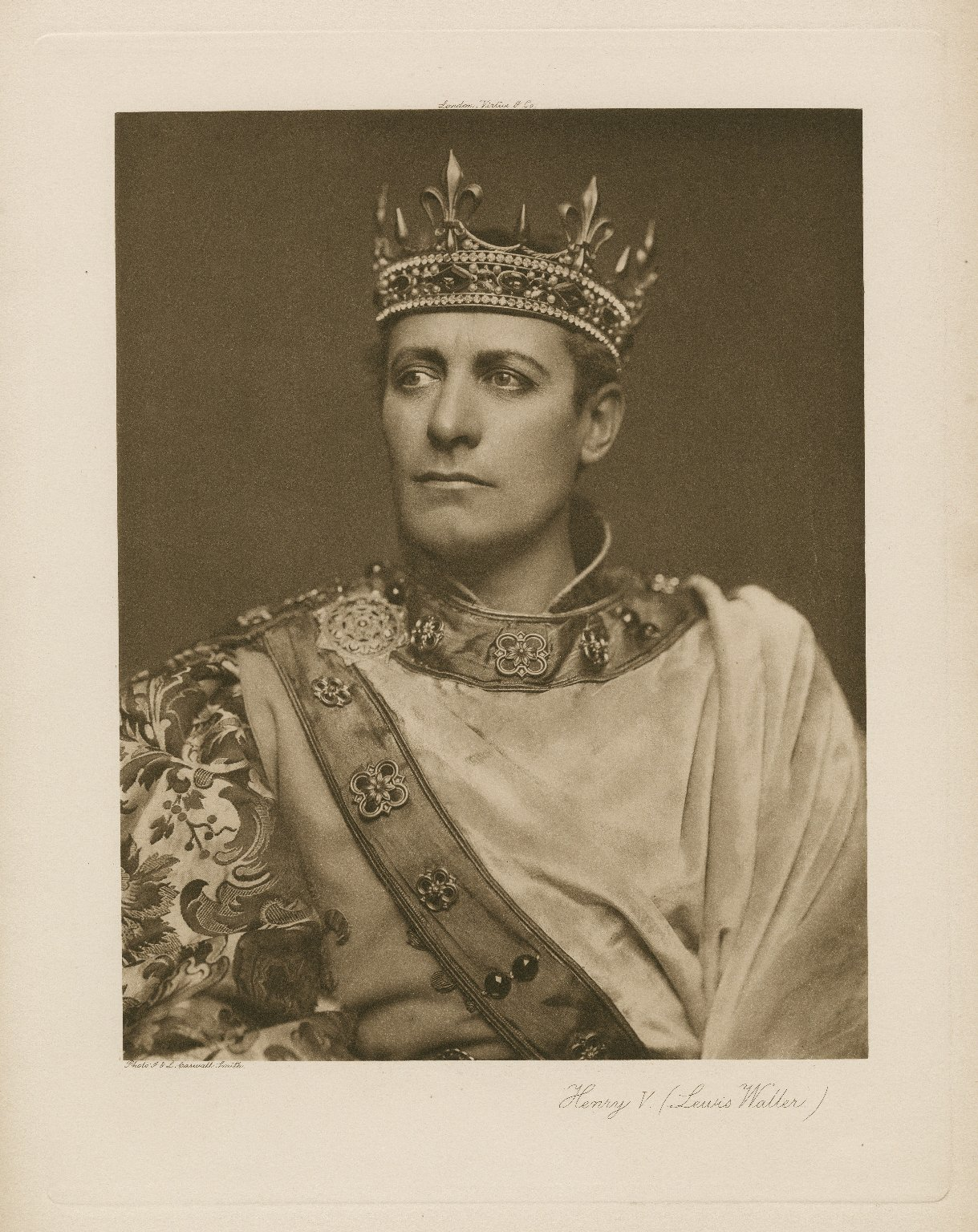
Lewis Waller com a Enric V a l'obra Enric V de William Shakespeare

Enric V va ser sovint una figura de la imaginació literària i les interpretacions romàntiques, sovint utilitzada com a personatge tradicional d'un gran rei moralment en les obres de molts escriptors, dramaturgs i dramaturgs. Això és especialment així en la seva representació a Enric V, una obra de teatre basada en gran part en la vida d'Enric V de William Shakespeare. Aquesta i altres obres de teatre sobre Ricard II, el pare d'Enric V, Enric IV, i el seu fill, Enric VI, són conegudes com l’Henriad en la beca shakespeariana. Representa el rei com un governant pietós però astut que es va aventurar en una campanya a França per fer-se hereu del tron francès. Això va donar a conèixer en gran manera el públic i la població en general amb el regnat del rei i el seu caràcter en conjunt.
En les altres representacions d'Enric V a la literatura, és un personatge de la seqüela de William Kenrick d’Enric IV, Part 2 de Shakespeare, coneguda com a Les noces de Falstaff. A l'obra, Henry juga un paper menor. A Simon the Coldheart de Georgette Heyer, Henry també apareix com un personatge secundari. En altres obres, Enric V és el personatge principal, com en el bon rei Harry de Denise Giardina. També és un personatge secundari a Azincourt de Bernard Cornwell.

#### En cinema i televisió
Enric V ha estat representat en moltes pel·lícules i òperes històriques com la pel·lícula de Laurence Olivier de 1944, Enric V, interpretada pel mateix Olivier, per la qual va ser nominat a l'Oscar al millor actor. Henry també apareix a la pel·lícula de 1935 Royal Cavalcade, en la qual va ser interpretat per l'actor Matheson Lang. Henry és interpretat per Kenneth Branagh a la pel·lícula de 1989 Enric V, per la qual va ser nominat al premi de l'Acadèmia al millor actor, al millor director i al premi BAFTA al millor actor protagonista. Enric V apareix com un personatge important interpretat per Keith Baxter a la pel·lícula de 1966 d’Orson Welles Campanades a mitjanit. També és interpretat per Timothée Chalamet a la pel·lícula de Netflix del 2019 The King dirigida per David Michôd. És interpretat per Tom Hiddleston a la sèrie de televisió de la BBC The Hollow Crown.

#### En còmics i videojocs
Enric V és un personatge de la sèrie de còmics The Hammer Man a la tira còmica de la BBC The Victor que el presenta com el comandant de l'heroi, Chell Paddock. El rei Enric V és un personatge del videojoc Bladestorm: The Hundred Years' War i també d’Age of Empires II: The Conquerors en què apareixia com a paladí.